# Beiericolya eddae
Beiericolya eddae är en insektsart som beskrevs av Johann Heinrich Kaltenbach 1968. Beiericolya eddae ingår i släktet Beiericolya och familjen vårtbitare. Inga underarter finns listade i Catalogue of Life.